# Убивці (фільм, 2017)
«Убивці» (фр. Tueurs) — бельгійсько-французький фільм-трилер 2017 року, поставлений режисерами Жаном-Франсуа Енженом та Франсуа Трукеном. Сюжет фільму ґрунтується на реальній історії нерозкритих масових убивств, що відбулися в бельгійській провінції Брабант в період між 1982 і 1985 роками. Світова прем'єра відбулася 5 вересня 2017 року на 74-му Венеційському міжнародному кінофестивалі. Стрічку було висунуто в 9-ти категоріях на здобуття бельгійської національної кінопремії «Магрітт» 2019 року .

## Сюжет
Франк Валькен (Олів'є Гурме), високопоставлений грабіжник, щойно здійснив зі своєю бандою останнє майстерне пограбування, що й «голки не підточиш». Принаймні, він так вважає. Тридцять років по тому Франк стає одним з підозрюваних у справі про вбивство судді. Для того, щоб зняти з себе всі можливі звинувачення, він вирішує підставити невелику банду грабіжників-початківців.

## У ролях
| • Олів'є Гурме      | … | Франк Валькен        |
| • Лубна Азабаль     | … | Люсі Тесла           |
| • Кевін Янссенс     | … | Вік                  |
| • Булі Ланнерс      | … | Денні Буві           |
| • Наташа Реньє      | … | суддя Веронік Піротт |
| • Даніель Скарцелла | … | вбивця               |
| • Рено Кагна        | … | вбивця               |
| • Александр Піко    | … | вбивця               |
| • Марко Ваес        | … | вбивця               |
| • Ромер Фум'єр      | … | вбивця               |
| • Береніс Бао       | … | Нора                 |
| • Анн Косенс        | … | Елен                 |

## Знімальна група
- Автори сценарію — Франсуа Трукен, Джордано Гедерліні
- Режисери-постановники — Жан-Франсуа Енжен, Франсуа Трукен
- Продюсери — Жак-Анрі Бронкар, Олів'є Бронкар
- Співпродюсер — Барт ван Лангендонк
- Оператор — Жан-Франсуа Енжен
- Композитор — Клеман Дюмулен
- Монтаж — Софі Фурдринуа
- Художник-постановник — Станіслас Редейє
- Художник-костюмер — Паскалін Шаванн
- Артдиректор — Арно Деніс
- Звук — Марк Енгельс, Томас Ґаудер, Інгрид Сімон
- Підбір акторів — Мішель Лагуенс

## Нагороди та номінації
| Список нагород та номінацій | Список нагород та номінацій | Список нагород та номінацій   | Список нагород та номінацій              | Список нагород та номінацій | Список нагород та номінацій |
| Кінофестиваль/Кінопремія    | Рік                         | Категорія                     | Номінант(и)                              | Результат                   | Дж                          |
| --------------------------- | --------------------------- | ----------------------------- | ---------------------------------------- | --------------------------- | --------------------------- |
| Премія «Магрітт»            | 02.02.2019                  | Найкращий фільм               | Убивці                                   | Номінація                   | [ 1 ] [ 4 ]                 |
| Премія «Магрітт»            | 02.02.2019                  | Найкращий перший фільм        | Убивці                                   | Номінація                   | [ 1 ] [ 4 ]                 |
| Премія «Магрітт»            | 02.02.2019                  | Найкращий режисер             | Жан-Франсуа Енжен, Франсуа Трукен        | Номінація                   | [ 1 ] [ 4 ]                 |
| Премія «Магрітт»            | 02.02.2019                  | Найкращий актор               | Олів'є Гурме                             | Номінація                   | [ 1 ] [ 4 ]                 |
| Премія «Магрітт»            | 02.02.2019                  | Найкраща акторка              | Лубна Азабаль                            | Перемога                    | [ 1 ] [ 4 ]                 |
| Премія «Магрітт»            | 02.02.2019                  | Найкращий актор другого плану | Булі Ланнерс                             | Номінація                   | [ 1 ] [ 4 ]                 |
| Премія «Магрітт»            | 02.02.2019                  | Найперспективніша акторка     | Береніс Бао                              | Номінація                   | [ 1 ] [ 4 ]                 |
| Премія «Магрітт»            | 02.02.2019                  | Найкращий оператор            | Жан-Франсуа Енжен                        | Номінація                   | [ 1 ] [ 4 ]                 |
| Премія «Магрітт»            | 02.02.2019                  | Найкращий звук                | Марк Енгельс, Томас Ґаудер, Інгрид Сімон | Номінація                   | [ 1 ] [ 4 ]                 |